# Schaizar
Schaizar (arabisch شيزر, DMG Šaizar, nach englischer Transkription auch Shaizar oder Shayzar) ist ein Dorf in Syrien in der Nähe von Mhardeh. Im Mittelalter war es eine Stadt und Festung, die von der Banu-Munqidh-Dynastie beherrscht wurde und eine wichtige Rolle in der christlichen und islamischen Politik während der Kreuzzüge spielte.

## Geschichte

### Frühe Geschichte
Am Fluss Orontes nördlich von Hama nahe Mhardeh gelegen, war Schaizar eine alte Stadt, in den Amarna-Briefen als Senzar oder Sezar erwähnt. Aus der Zeit der neo-hethitischen Staaten stammt die hieroglyphen-luwische Grabinschrift der Kupapiyas, Frau eines Königs Taitas. Die Griechen kannten die Stadt unter dem Namen Sidzara, aber die Seleukiden-Dynastie benannte sie in Larissa um, nach der gleichnamigen Stadt in Thessalien, woher viele Siedler in die Stadt kamen. Im Römischen Reich wurde die Stadt wieder in ihren alten Namen umbenannt, im Byzantinischen Reich hieß sie Sezer. Die Kreuzfahrer latinisierten den Namen und machten Caesarea daraus.
Schaizar fiel 638 an die Araber und wechselte mehrmals den Besitz zwischen den Arabern und den Byzantinern. 969 wurde die Stadt vom byzantinischen Herrscher Nikephoros II. eingenommen, 999 von Basileios II., wonach die Stadt schließlich die südliche Grenze des Byzantinischen Reiches darstellte und vom Bischof von Schaizar geleitet wurde. 1081 ging die Stadt an die Dynastie der Banu Munqidh, als 'Ali ibn Munqidh sie dem Bischof abkaufte. Die Byzantiner belagerten die Stadt mehrere Male, konnten sie aber nie mehr zurückerlangen.

### Schaizar unter den Munqidhiten

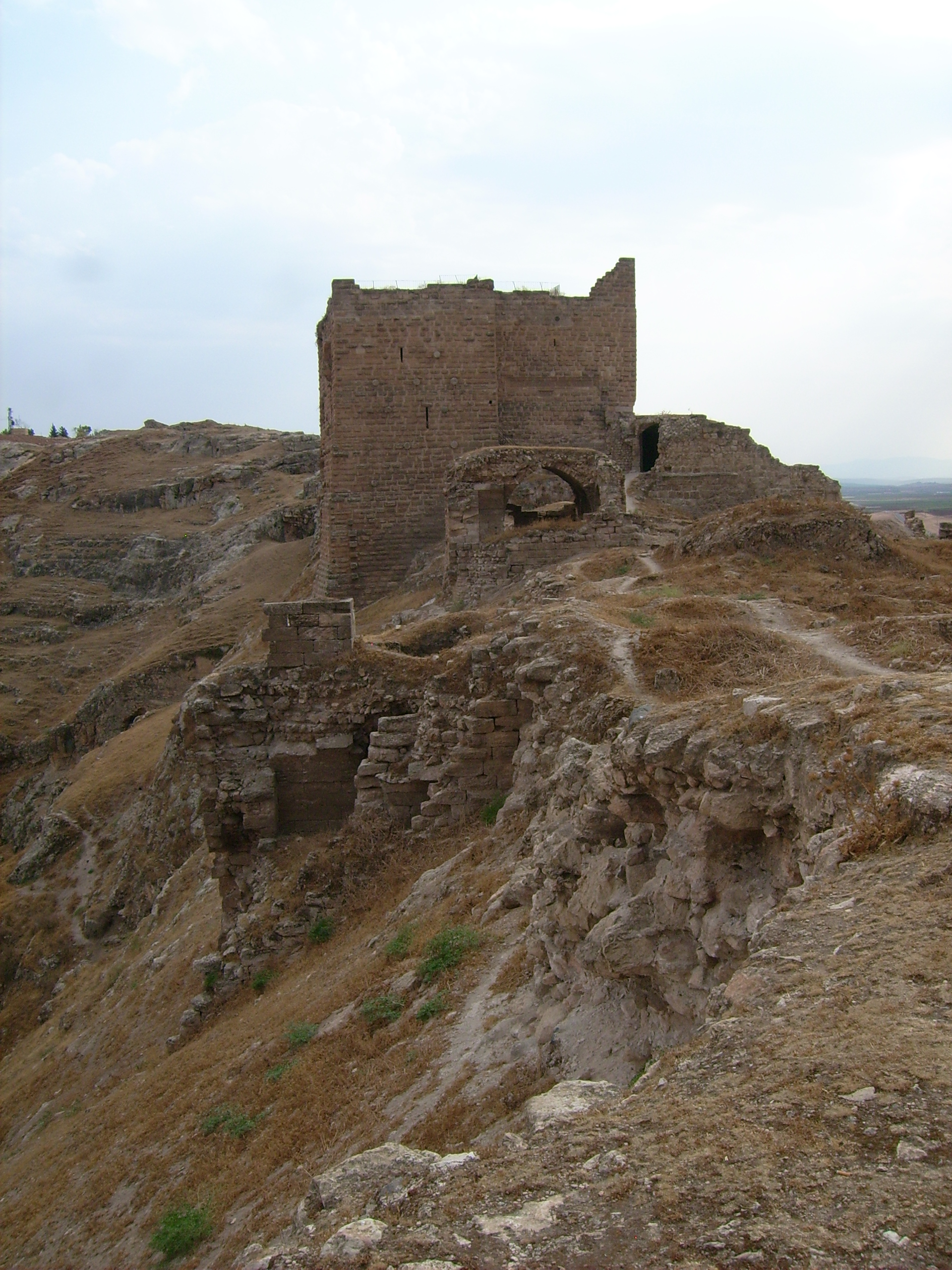
Der Südturm (September 2010)

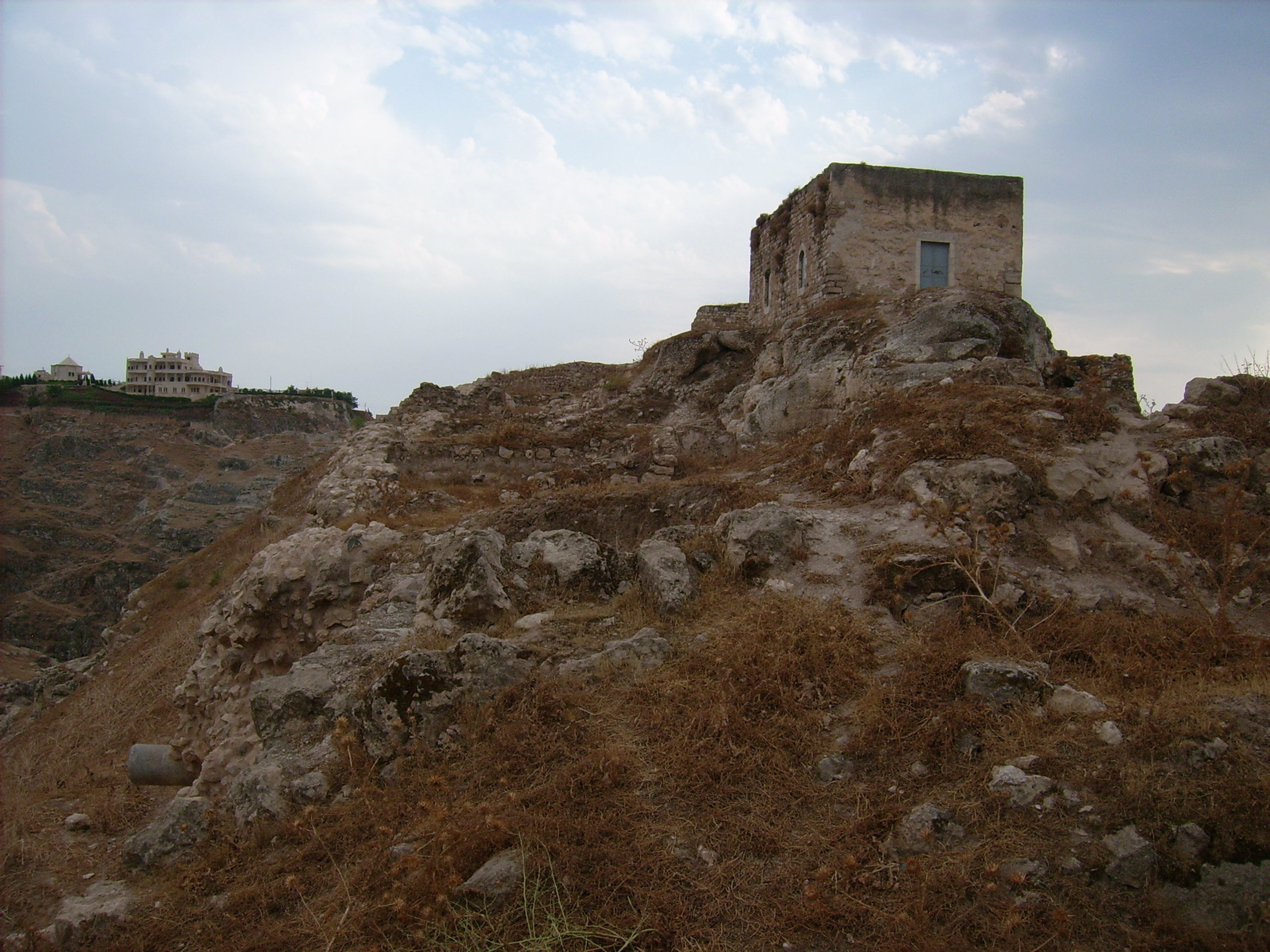
Ein gut erhaltener Gebäuderest im Mittelteil der Zitadelle (September 2010)

Die Munqidithen kontrollierten das Territorium östlich von Schaizar, das Alawitengebirge bis hin zur Mittelmeerküste, dort von den Küstenstädten Latakia im Norden bis nach Tortosa im Süden. Während des Ersten Kreuzzuges half der Emir der Munqidithen den Kreuzfahrern dabei, sein Land zu durchqueren, indem er ihnen Führer zur Verfügung stellte und gestattete Pferde, Nahrung und andere Vorräte zu kaufen. Nach dem Kreuzzug grenzte das Reich der Munqidhiten an das Fürstentum Antiochia, welches von den Kreuzfahrern errichtet worden war, und war somit Opfer von Überfällen aus der Richtung Antiochias und der Grafschaft Tripolis. 1106 konnten die Emire von Schaizar, die Brüder Sultan und Murschid, Wilhelm-Jordan von Tripolis zurückschlagen und 1108 und 1110 mussten sie Tankred von Tiberias bestechen, damit dieser das Land verließ. Tankred baute jedoch eine Burg auf dem nahegelegenen Tell ibn Ma'schar, von dem er Schaizar genau überwachen konnte.
Als Radwan 1113 starb, versuchten die Assassinen sich während einer Abwesenheit des Emirs der Zitadelle von Schaizar zu bemächtigen, wurden aber von der Bevölkerung Schaizars zurückgeschlagen. 1119 nahm Schaizar an einer Kampagne gegen Antiochia teil. Als Balduin II. von Jerusalem 1123 außerhalb von Edessa von den Ortoqiden gefangen genommen wurde, wurde er bis zu seiner Freilassung im nächsten Jahr in Schaizar festgehalten. Als Teil für sein eigenes Lösegeld musste er seine Tochter Ioveta ebenfalls als Geisel übergeben, die auch bis 1125, als ihr eigenes Lösegeld gezahlt wurde, in Schaizar blieb. Da Schaizar ein friedlicher Ort war, durfte Balduin seine Tochter besuchen. Schaizar war jedoch auch freundlich zu seinen islamischen Nachbarn und trat deswegen 1125 dem Gebiet von Aq Sunqur al-Bursuqi bei. Als dessen Nachfolger Zengi sein Amt 1127 antrat und Aleppo ebenfalls beanspruchte, erkannte Schaizar seine Oberhoheit an.
1137 kam der byzantinische Kaiser Johannes II. mit seinem Heer ins Fürstentum Antiochia, um seine Autorität über Antiochia durchzusetzen, und versprach dem dortigen Fürsten Raimund von Antiochia ein Fürstentum, das aus Schaizar, Aleppo, Homs und Hama bestehen sollte, wenn Antiochia in das Byzantinische Reich zurückkehrte. Im April belagerte das byzantinische Heer Schaizar. Raimund und Joscelin II. von Edessa unterließen es, dem Kaiser Hilfe zu leisten, während Zengi im Mai mit einem Entsatzheer anrückte. Zengis Heer schnitt das kaiserliche Heer vom Nachschub ab, und obwohl die Byzantiner Zengi zahlenmäßig überlegen waren, wagte es Johannes nicht diese anzugreifen um nicht zu riskieren, dass der Emir von Schaizar indessen seine Belagerungsmaschinen eroberte. Als Johannes’ Soldaten die Unterstadt von Schaizar erobert hatten, bot der Emir Johannes reiche Geschenke an, erklärte sich bereit den Kaiser formell als Lehnsherr anzuerkennen und ihm jährlich Tribut zu zahlen. Johannes willigte ein und zog ab, während auch Zengis Heer nach einigen Drohgebärden gegen Schaizar abzog. In der Folgezeit war Schaizar eines der wenigen Kleinemirate Syriens, das seine faktische Unabhängigkeit von den Zengiden wahren konnte.
Das Emirat dauerte bis 1157 an, als ein starkes Erdbeben die Zitadelle zerstörte und damit fast die gesamte Emirsfamilie tötete, die gerade dabei war, eine Beschneidung zu feiern. Die einzigen Überlebenden waren die Frau des Emirs und sein Neffe Usama ibn Munqidh, der zu diesem Zeitpunkt auf einer diplomatischen Reise in Damaskus war. Die Assassinen übernahmen die Kontrolle über die Ruinen und wurden 1158 von den Kreuzfahrern besiegt, aber Streit zwischen ihnen zwang sie, die Belagerung preiszugeben. Nur ad-Din übernahm die Ruinen in seine Ländereien und baute die Stadt wieder auf. 1170 wurde Schaizar erneut durch ein Erdbeben zerstört, die Überreste 1174 von Saladin übernommen. Schaizar wurde erneut aufgebaut, aber 1241 wurde die Stadt von den Choresmiern geplündert und zerstört. Der mamelukische Sultan Baibars nahm die Stadt 1260 ein und baute sie weiter auf.

### Emire von Schaizar
- 1081: Sultan ibn 'Ali ibn al-Muqallad al-Kinani
- 1081–1082: 'Izz ad-Dawla Sadid al-Mulk ibn Munqidh
- 1082–1098: 'Izz ad-Dawla abu-l-Murhaf Nasr ibn Munqidh
- 1098–1137: Madschd ad-Din abu Salamah Murschid ibn 'Izz ad-Dawla ibn Munqidh
- 1098–1154: 'Izz ad-Din abu-l-'Asakir Sultan ibn 'Izz ad-Dawla ibn Munqidh
- 1154–1157: Tadsch ad-Dawla Nasr ad-Din Muhammad ibn Abi l-Asakir ibn Munqidh

## Die Stadt Schaizar

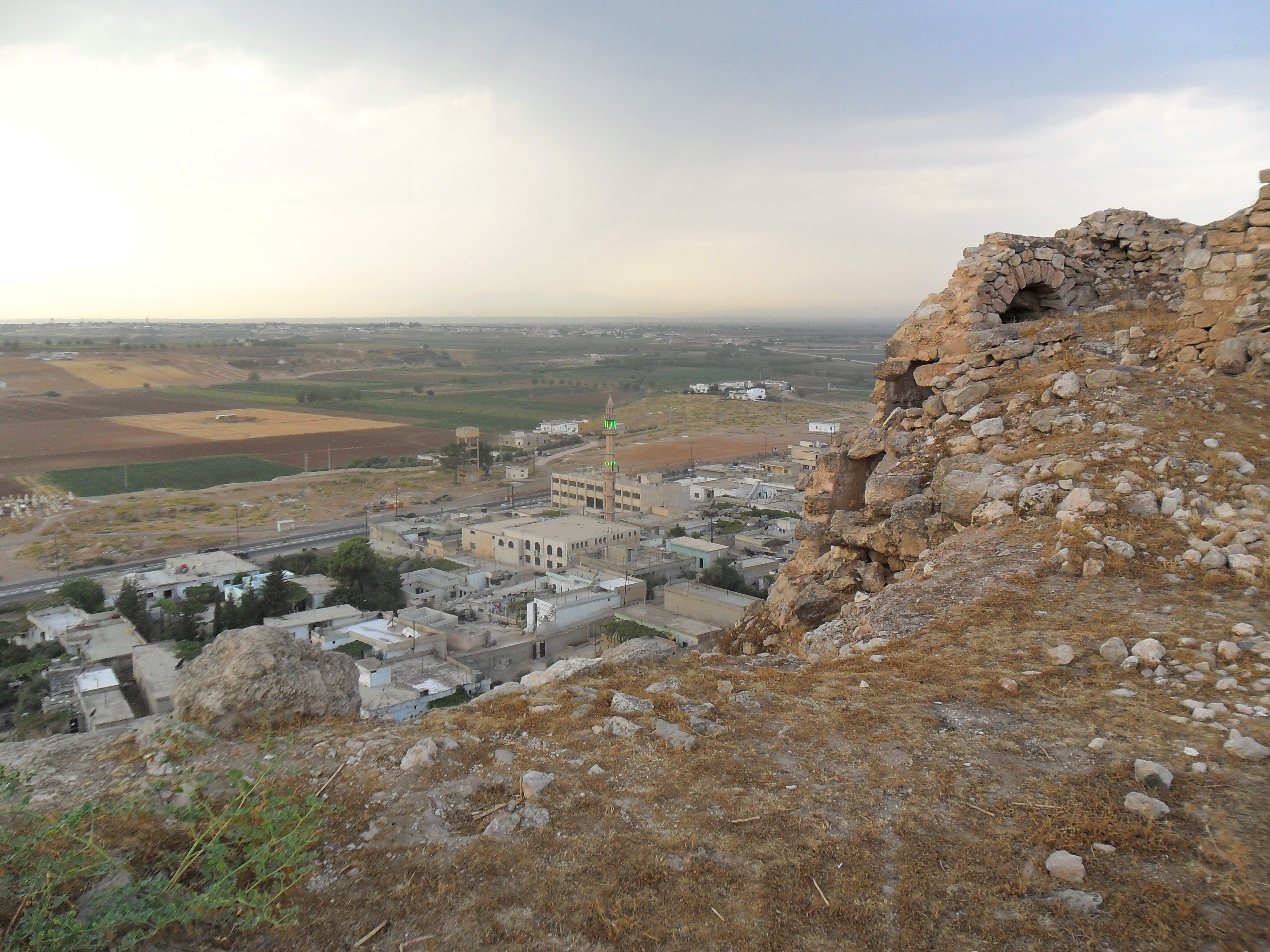
Blick von der Zitadelle auf das heutige Dorf mit seiner Moschee (September 2010)

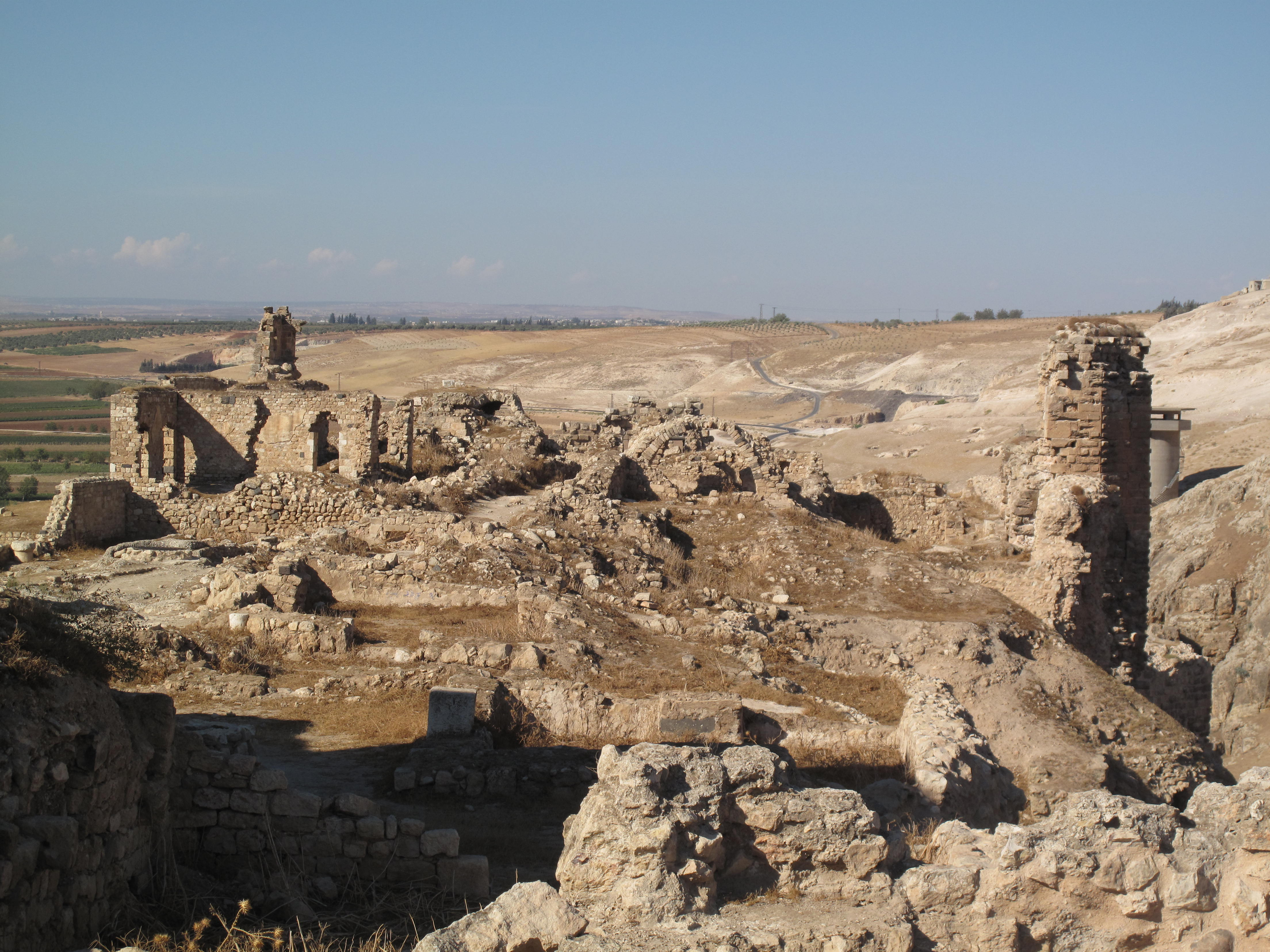
Der Nordteil vom mittleren Turm aus gesehen (Oktober 2010)

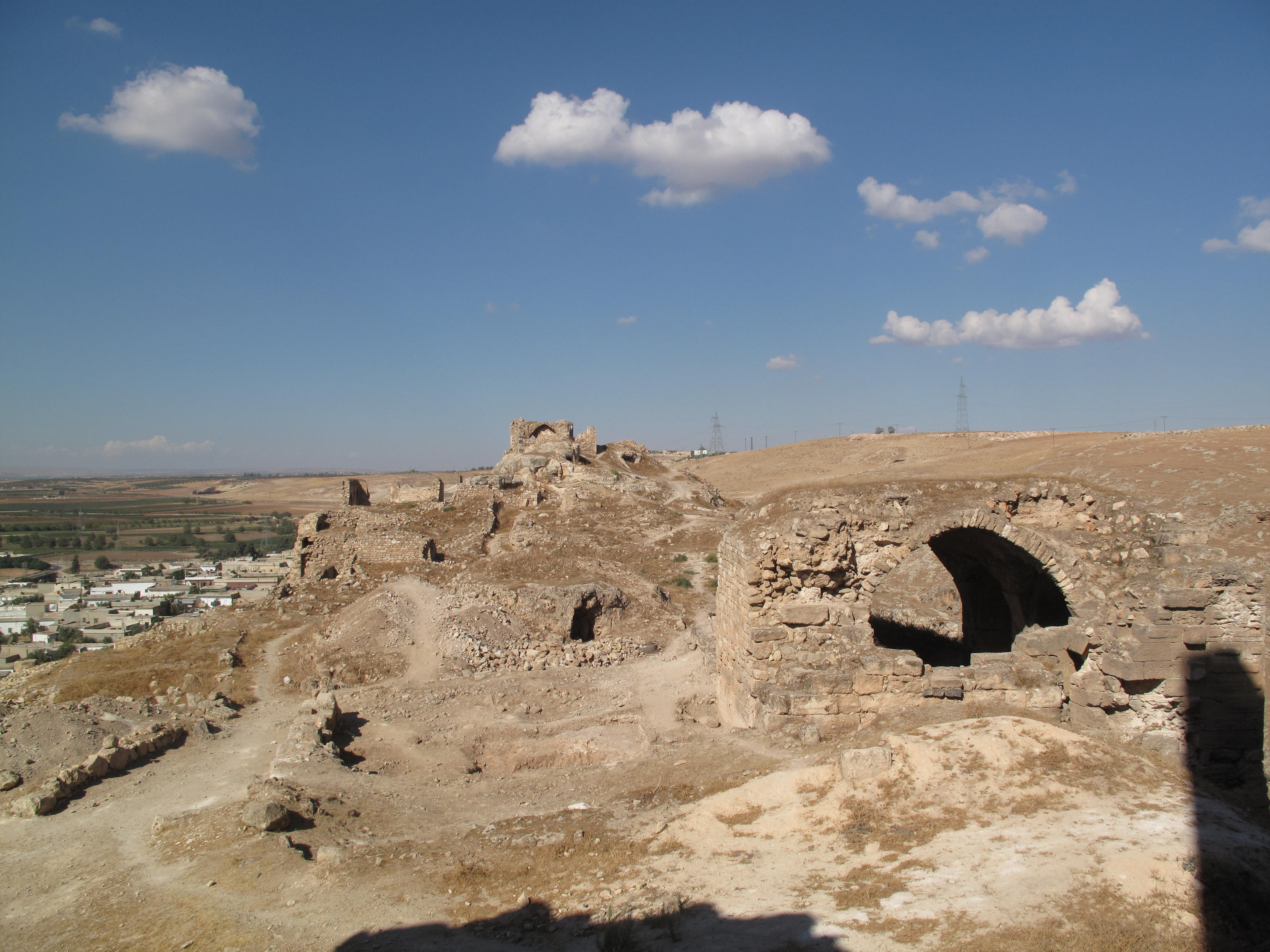
Die Anlage vom Südturm aus gesehen (Oktober 2010)

### Zeitgenössische Beschreibung der Stadt während der Kreuzzüge

#### Über die Anlage der Stadt
Über die Belagerung durch die Kreuzfahrer im Jahr 1157 schrieb Wilhelm von Tyrus:
„Die Stadt Shayzar liegt oberhalb desselben Flusses namens Orontes wie der, der durch Antiochia fließt. Von einigen wird sie Caesarea genannt, und sie glauben auch, dass sie das berühmte Zentrum von Kappadokien ist, über das einst der heilige Basilius von Caesarea herrschte, aber die, die das denken, irren sich. Für dieses Caesarea dauert es von Antiochia aus mehr als fünfzehn Tage. Diese Stadt ist in Koilesyrien, eine durch mehrere Provinzen von Kappadokien getrennte Region. Auch ist der Name nicht Caesarea, sondern eher Caesara. Sie ist eine der Städte, die zum Patriarchat von Antiochia gehören. Sie ist sehr günstig gelegen. Der untere Teil zieht sich über die Ebene, während auf den Anhöhen der obere Teil mit der Zitadelle liegt, welche groß in der Ausdehnung, aber eigentlich eher schmal ist. Die Zitadelle ist auch außer durch ihre natürlichen Verteidigungsanlagen gut befestigt, der Fluss schützt sie auf der einen, auf der anderen Seite die Stadt. Sie ist somit gänzlich uneinnehmbar.“

#### Über das Leben in der Stadt
Was die Einwohner angeht, so sagt Wilhelm:
„Sie hatten wenig Wissen über Waffen, sie hatten sich fast nur dem Handel gewidmet.“
Viele von ihnen waren Christen, von denen Wilhelm denkt, dass sie unter der Herrschaft der Moslems leiden, aber die Munqidithen scheinen tolerant gewesen zu sein, somit lebten Moslems und (orthodoxe) Christen friedlich nebeneinander. Ein lebendiger Bericht über das Leben in Schaizar stammt von Prinz Usamah, erschienen im Kitab al-I'tibar, der damit einen guten Einblick in das islamische Leben im 12. Jahrhundert gibt. Die Munqidhiten werden als Gönner der Literatur dargestellt, die gerne Jagd und anderen Sport ausübten, aber auch gerne mit ihren christlichen und islamischen Nachbarn Krieg führten, um sich danach wieder friedlich zu vertragen.

### Heutige Situation
Unterhalb der Ruine der Zitadelle liegt auch heute noch ein Dorf mit einer Moschee. Über die Fernstraße von Suqailabiyya nach Hama ist es über die in Syrien üblichen Minibusse mit der Außenwelt verbunden.

## Die Zitadelle von Schaizar

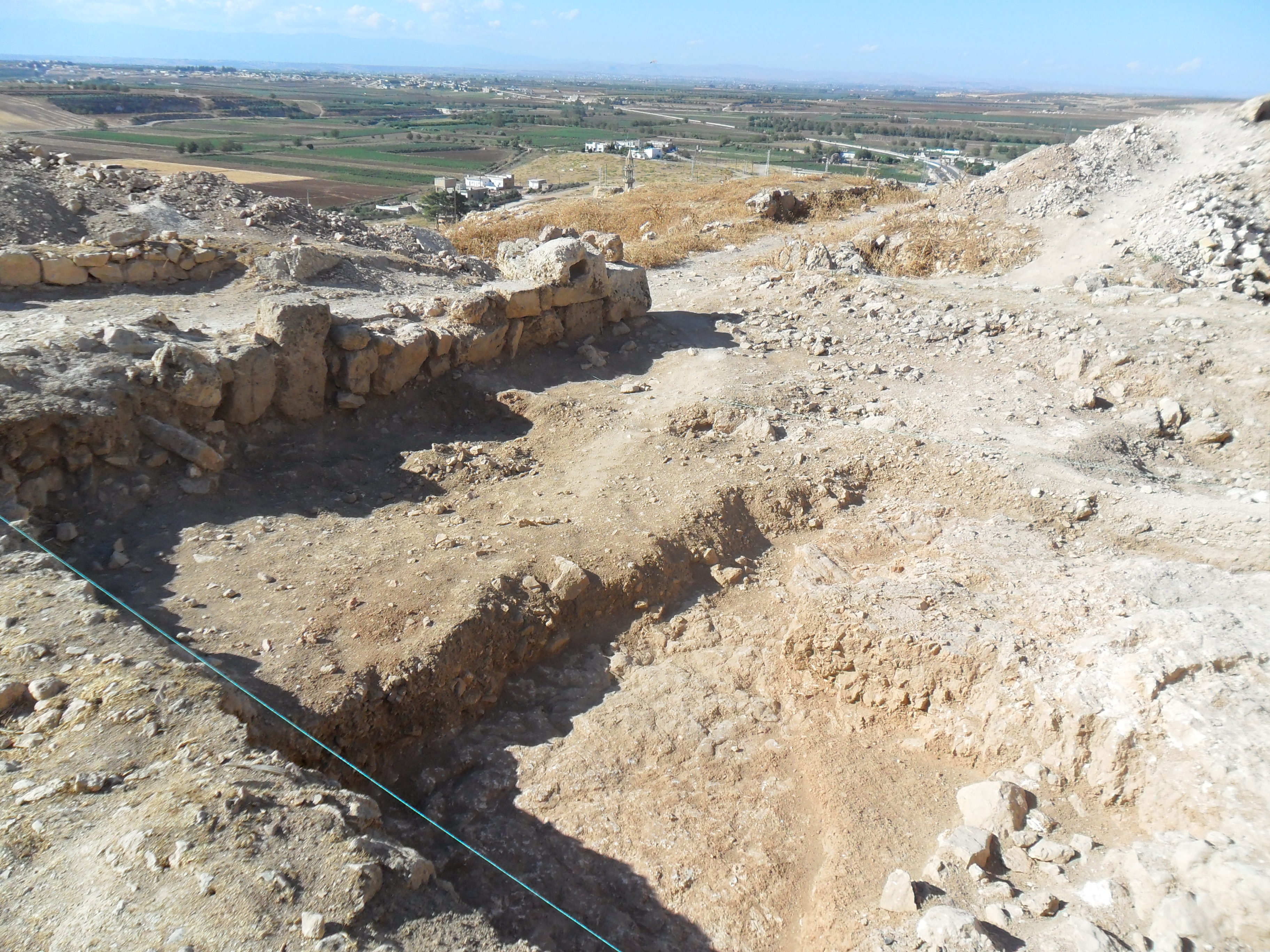
Ausgrabungen im Südteil der Anlage (Oktober 2010)

Im Jahr 2002 begann ein italienisches Team von Archäologen der Universität Venedig mit Ausgrabungen auf dem Festungsgelände, die bislang (Stand: 10/2010) andauern. Schaizar wurde als ideale Ausgrabungsstätte zur Erforschung der Entwicklung nahöstlicher Festungsanlagen und Siedlungen ausgewählt, weil der Erhaltungszustand trotz der starken Zerstörungen im Mittelalter außerordentlich gut ist und die Ruinen über die Jahrhunderte fast unangetastet blieben.
Die ersten nachgewiesenen Befestigungsanlagen auf dem Bergrücken östlich der Siedlung gehen auf die zweite Hälfte des 10. Jahrhunderts zurück und liegen damit in der Periode der byzantinischen Herrschaft. Erst unter den Munqidhiten aber wurden ab 1081 größere Bauvorhaben umgesetzt. Nach den schweren Zerstörungen der Zitadelle durch das Erdbeben von 1157 wurde die Burg im Rahmen des umfangreichen Bauprogramms von Nur ad-Din wieder instand gesetzt. Letzte Restaurierungsarbeiten fanden vermutlich 1261 unter dem Mamluken Baibars I. statt.
Die Zitadelle ist eine Mischung aus Kamm- und Gipfelburg und befindet sich auf einem äußerst langgestreckten, schmalen Bergrücken, der relativ geradlinig von Nordnordost nach Südsüdwest verläuft. Die Festung ist kaum 50 m breit, allerdings fast 470 m lang. Westlich der Zitadelle liegt auf dem Fuß des Berges die eigentliche Stadt, östlich fällt das Gelände steil zum Orontes hin ab.
Der Eingang befindet sich am Nordende der Zitadelle und gehört zu den besterhaltenen Teilen der Festung (Grabungsabschnitt CA2; Abbildung siehe Infobox am Artikelbeginn). Über dem Eingangstor erhebt sich ein Turm (CF8), der als einer der ersten Teile der Anlage bereits restauriert wurde. Die Anlage wurde dahinter von größeren Trümmern geräumt und ist nun frei begehbar. Etwa in der Mitte des Bergrückens erhebt sich ein weitestgehend gut erhaltener Turmüberrest, davon abgesehen ist der Großteil der Anlage stark zerstört. Die Ausgrabungsarbeiten konzentrieren sich primär auf den dritten Teil gut erhaltener Gebäude, den palasähnlichen Gebäudekomplex (CA1) am südlichen Ende der Zitadelle.